# Capitão de Campos
Capitão de Campos là một đô thị thuộc bang Piauí, Brasil. Đô thị này có diện tích 538,681 km², dân số năm 2007 là 10776 người, mật độ 20 người/km².